# 篠原直美
篠原直美（しのはら なおみ、1980年1月3日 - ）は、岩手県出身の日本の元女優。

## 来歴
- ジャパン・アーチスト・オフィスを経て芸映にスカウトされる。
- 1997年、ヤングジャンプ「全国女子高生制服コレクション」第8回準グランプリ受賞。ハウス食品「こうばしコーン」のCMにて注目を集める。
- 1998年、丸石自転車のCFタイアップ曲「amber」（ワーナーミュージック・ジャパン）にてCDデビューする。以降、テレビ・ラジオと活躍する。
- その後、事務所を移籍し本格的に俳優業に移行。ドラマを中心に活動してきたが、2003年に事務所を退社し芸能界を引退。現在は結婚し母親になっている。

## 出演作品

### CM
- ハウス食品「こうばしコーン」
- 丸石自転車「アンバー」
- 近鉄（1998年夏）

### テレビ
- 七瀬ふたたび (1998年、テレビ東京) - 漁藤子 役
- 世にも奇妙な物語 春の特別編 「友達登録」(2001年、フジテレビ) - シオリ 役

### 映画
- 心霊2 (1997年) - 理江 役

### DVD
- マーメイドの季節 プールサイド編
- マーメイドの季節 シーサイド編

### 写真集
- NOW ― 篠原直美写真集（スコラ社）